# Cerneahivka, Nijîn
Cerneahivka (în ucraineană Черняхівка) este localitatea de reședință a comunei Cerneahivka din raionul Nijîn, regiunea Cernihiv, Ucraina.

## Demografie
Componența lingvistică a localității Cerneahivka
     Ucraineană (97,83%)
     Rusă (1,9%)
     Alte limbi (0,28%)
Conform recensământului din 2001, majoritatea populației localității Cerneahivka era vorbitoare de ucraineană (97,83%), existând în minoritate și vorbitori de rusă (1,9%).